# Aeroportul Internațional Djerba–Zarzis
Aeroportul Internațional Djerba–Zarzis (IATA: DJE, ICAO: DTTJ) este un aeroport din delegation of Djerba - Houmt Souk⁠(d), Guvernoratul Medenine, Tunisia ce deservește zona Houmt Souk. Aeroportul a fost tranzitat în 2012 de 1.969.043 de pasageri. A fost deschis în 1970 și numit după Djerba.
Situat la o altitudine de 6 m, aeroportul dispune de 1 pistă. Este operat de Tunisian Civil Aviation & Airports Authority⁠(d).

## Infrastructură

### Piste
Aeroportul dispune de o singură pistă. Pista are orientarea 09/27.